# 模擬海戦

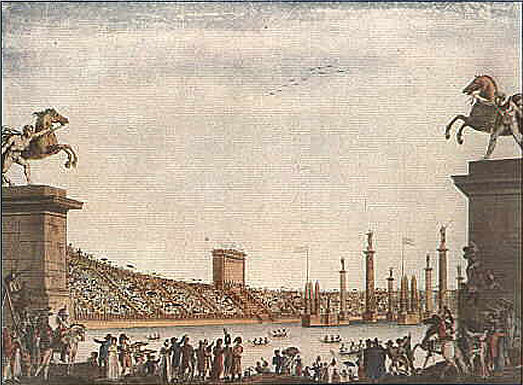

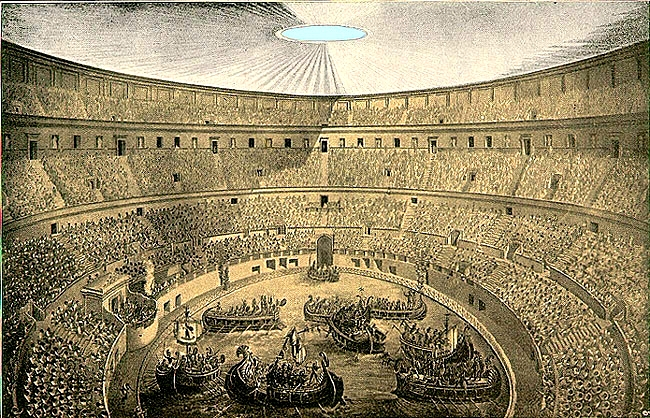
コロセウムの模擬海戦想像図

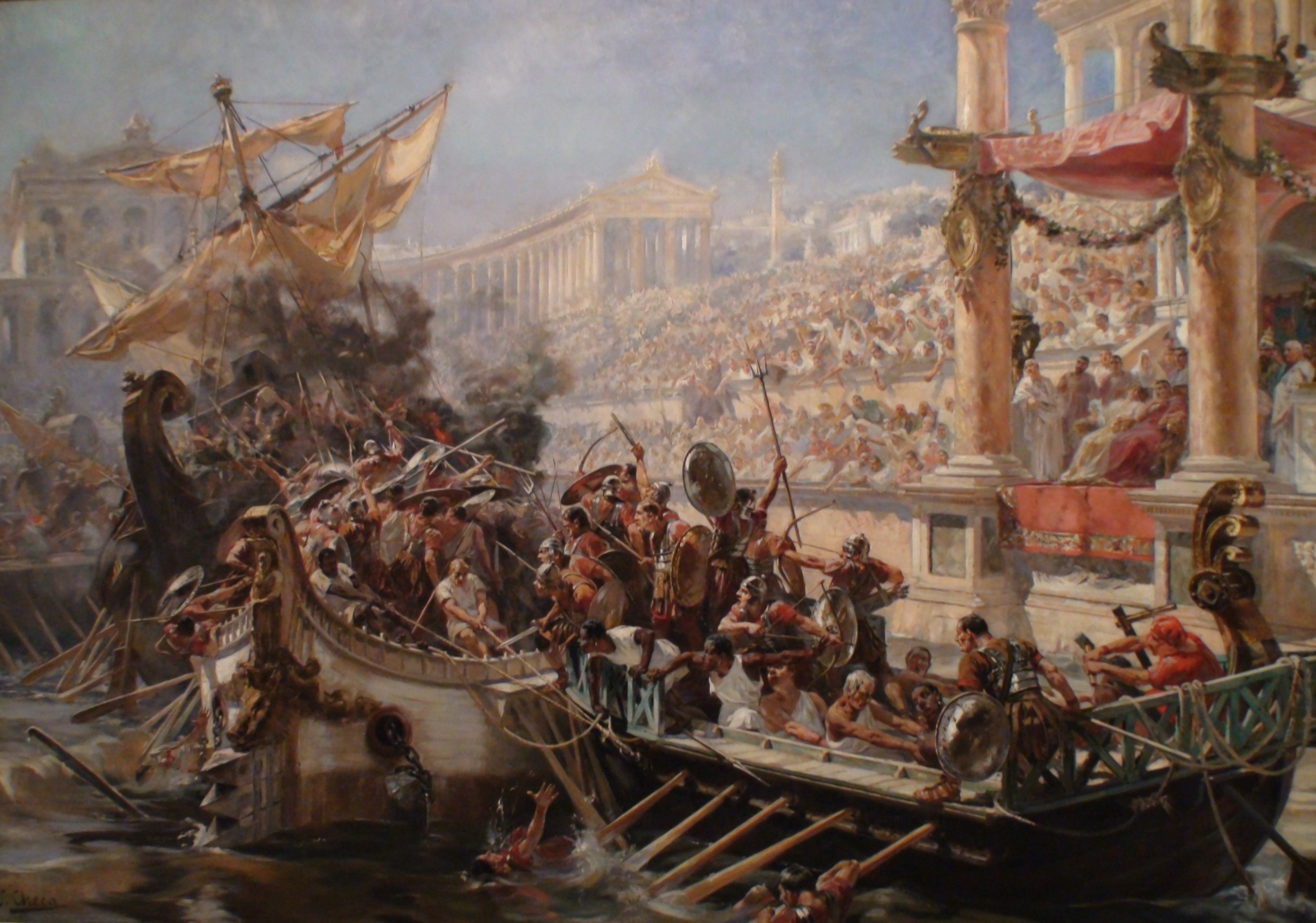
剣闘士や罪人が兵士に扮し、どちらかが勝つまで戦いは続けられた。勝ち残った罪人は自由の身になれるなど恩賞が与えられた。

模擬海戦（もぎかいせん）とは、古代ローマの円形闘技場で開催されたナウマキア (naumachia) と呼ばれる興行の一つで、闘技場に水を張り、歴史上の有名な海戦を再現したものをいう。人工池などで行なわれることもある。"naumachia"という言葉は、海戦を意味するギリシャ語から来ている。

## 古代ローマ期の模擬海戦
記録として残っている最初の模擬海戦は、紀元前46年にローマのカンプス・マルティウスにユリウス・カエサルが建設した人工湖で行なわれたティルス船とエジプト船の戦いと伝えられている。紀元前2年には、アウグストゥス帝により、マルス･ウルトル(Mars Ultor)神殿(アウグストゥスが義父カエサルの暗殺の復讐を記念して造営した神殿。ウルトルは復讐者の意)への奉納行事としてカエサル庭園（horti Caesaris）の池でアテナイとペルシャの海戦が再現された。
アウグストゥス帝が模擬海戦を行なった人工池は、長径が約550m、短径が約370mあったと言われ、アンシエティーナ水道（Aqua Alsietina）を経由して、ローマの北にあるマルティニャーノ湖（Lago di Martignano）から水を引いていたと伝えられている。この湖の水は飲み水には適さない悪質のもので、アンシエティーナ水道は模擬海戦のために築かれたと考えられている。
同じ人工池で、ティトゥス帝の時代にはコリントスとケルキラの海戦が再現された。52年にクラウディウス帝がフチーノ湖（Lago Fucino ）で行なった模擬海戦では、ロードス軍とシシリア軍に扮した19000人の剣闘士と罪人が戦った。
ドミティアヌス帝も模擬海戦に熱心で、ティベレ川近くの人工湖で、ほぼ実物大の船を使って実施したと言われ、トラヤヌス帝も模擬海戦場を持っていたとされる。蚊の発生を避けるため、水は模擬海戦のたびに入れ、終了後排水していたようである。

## それ以降
古代ローマ時代以降では、1559年にアンリ2世 (フランス王)がルーアンで、1807年には、ナポレオンがミラノに238m×116m の収容人数3万人の円形劇場を建設し、模擬海戦を行なった。18～19世紀のイギリスでも模型船を使っての模擬海戦が盛んに行なわれ、スカーブラ (イングランド)のピーザム・パークでは20世紀初期から夏期イベントとして模型船による模擬海戦ショーを開催している。
2009年にはアメリカ人アーチスト、デューク・ライリー（Duke Riley）が「Those About to Die, Salute You」と題する模擬海戦イベントをクィーンズ美術館の企画展として開催した。ライリーが葦や発泡スチロールで古代ローマ・スタイルなどの船4隻を制作し、ニューヨーク万国博覧会 (1964年)のときに造られた古いプールを使って、ニューヨークの4つの美術館員らが兵士に扮し、フランスパンのバゲットとトマトを武器に戦った。